# Scilla jaegeri
Scilla jaegeri är en sparrisväxtart som beskrevs av Kurt Krause. Scilla jaegeri ingår i släktet blåstjärnesläktet, och familjen sparrisväxter. Inga underarter finns listade i Catalogue of Life.